# 武智洸史
武智 洸史（たけち こうし、1996年1月1日 - ）は、日本の男子バレーボール選手である。

## 来歴
愛媛県松山市出身。小学2年生のとき、姉が入っていたチームの男子チームに入り、バレーボールを始める。小学校、中学校でも県大会を経験。
2011年、石川祐希など有力な選手が星城高等学校に進学すると聞き、自身も地元から離れた愛知県の同高校に進学し一人暮らしを始めた。2年生の頃からレギュラーになる。2012年度、2013年度に、インターハイ、国民体育大会、春高バレーで3冠を達成した。
2014年、大学も石川と同様に中央大学に進学。1年時からレギュラーになる。大学リーグで多くの優勝を経験し、全日本大学選手権大会（全日本インカレ）でも1年時から3連覇を達成した（全日本インカレでは、1年時と3年時にレシーブ賞を受賞）。特に、2年生のときは、石川、関田誠大、大竹壱青など後に日本代表やVリーグでも活躍する選手が揃っているチームであり、関東大学リーグでも春季・秋季共に優勝。そして、天皇杯では、サントリーサンバーズから大金星を挙げた。2015年、U-23日本代表に選出され、アジアU-23選手権に出場。2017年、4年時に主将に就任。春季関東大学バレーボールリーグで敢闘賞を受賞。東日本大学選手権大会（東日本インカレ）で優勝し最優秀選手賞を受賞した。同年、V・プレミアリーグ（当時のVリーグ1部リーグ）に所属するJTサンダーズ（現・JTサンダーズ広島）の内定選手となった。内定選手として2017/18 V・プレミアリーグに出場した。
2018年、大学卒業後に、JTサンダーズに入団した。

## 人物
- 高校時代、同期である中根聡太（元ジェイテクトSTINGSのセッター）と1年生の頃によく衝突し喧嘩していた。しかし、2年生になりお互い試合に出るようになると、喧嘩は自然になくなり、信頼関係も築かれ、プライベートでも仲が良くなった[2]。

## 球歴
- U-23日本代表
  - アジアU-23選手権 - 2015年

## 所属チーム
- 星城高等学校（2011-2014年）
- 中央大学（2014-2018年）
- JTサンダーズ広島/広島サンダーズ（2018年-）

## 受賞歴
- 2014年 - 全日本大学選手権大会 レシーブ賞
- 2016年 - 全日本大学選手権大会 レシーブ賞
- 2017年 - 春季関東大学バレーボールリーグ 敢闘賞
- 2017年 - 東日本大学選手権大会 最優秀選手賞